# Christophe Le Mével
Christophe Le Mével (Lannion, 11 settembre 1980) è un ex ciclista su strada francese, professionista dal 2002 al 2014.

## Carriera
Dopo un anno di apprendistato con il team francese Crédit Agricole, nel quale vinse la Ronde de l'Isard, debuttò tra i professionisti nel 2002 con la medesima squadra. La successiva stagione venne però compromessa da una caduta durante la Quattro giorni di Dunkerque, che gli provocò una lesione al nervo sciatico.
Corridore completo, vanta nel suo palmarès una vittoria nella sedicesima tappa del Giro d'Italia 2005 (da Lissone a Varazze), nella quale ebbe modo di conoscere Laura, sua futura sposa, nonché numerose partecipazioni al Tour de France, nel quale si è costantemente migliorato fino ad ottenere un decimo posto finale nell'edizione 2009.

## Palmarès
- 2001 (Crédit Agricole Espoirs, una vittoria)

Classifica generale Ronde de l'Isard
- 2005 (Crédit Agricole, una vittoria)

16ª tappa Giro d'Italia (Lissone > Varazze)
- 2010 (Française de Jeux, due vittorie)

2ª tappa Tour du Haut-Var (Draguignan > Montauroux)
Classifica generale Tour du Haut-Var

### Altri successi
- 2009 (Française de Jeux)

Ronde des Korrigans - Camors (Criterium)
Critérium cycliste international de Quillan
Criterium di Marcolès

## Piazzamenti

### Grandi Giri
- Giro d'Italia

2005: 26º
2011: 15º
- Tour de France

2006: 76º
2007: 40º
2008: ritirato
2009: 10º
2010: 42º
2013: ritirato (19ª tappa)
- Vuelta a España

2005: 66º
2010: 15º
2011: 40º
2012: 31º
2014: 22º

### Classiche monumento
- Liegi-Bastogne-Liegi

2013: 71º
- Giro di Lombardia

2012: ritirato